# Finale Europees kampioenschap voetbal 2008
De finale van het Europees kampioenschap voetbal 2008 werd gehouden op 29 juni 2008 in het Ernst Happelstadion in Wenen. Duitsland, winnaar in 1972, 1980 en 1996, nam het op tegen Spanje, de Europese kampioen van 1964. De Spanjaarden wonnen uiteindelijk met 1-0 na een goal van Fernando Torres. La Furia Roja verloor net als Duitsland in 1996 geen enkele wedstrijd tijdens het EK.

## Route naar de finale
| Land       | Wed | Win | Gel | Ver | DV | DT | +/− | Pnt |
| ---------- | --- | --- | --- | --- | -- | -- | --- | --- |
| Tsjechië   | 12  | 9   | 2   | 1   | 27 | 5  | 22  | 29  |
| Duitsland  | 12  | 8   | 3   | 1   | 35 | 7  | 28  | 27  |
| Ierland    | 12  | 4   | 5   | 3   | 17 | 14 | 3   | 17  |
| Slowakije  | 12  | 5   | 1   | 6   | 33 | 23 | 10  | 16  |
| Wales      | 12  | 4   | 3   | 5   | 18 | 19 | −1  | 15  |
| Cyprus     | 12  | 4   | 2   | 6   | 17 | 24 | −7  | 14  |
| San Marino | 12  | 0   | 0   | 12  | 2  | 57 | −55 | 0   |

| Land          | Wed | Win | Gel | Ver | DV | DT | +/− | Pnt |
| ------------- | --- | --- | --- | --- | -- | -- | --- | --- |
| Spanje        | 12  | 9   | 1   | 2   | 23 | 8  | 15  | 28  |
| Zweden        | 12  | 8   | 2   | 2   | 23 | 9  | 14  | 26  |
| Noord-Ierland | 12  | 7   | 2   | 4   | 17 | 14 | 3   | 20  |
| Denemarken    | 12  | 6   | 2   | 4   | 21 | 11 | 10  | 20  |
| Letland       | 12  | 4   | 0   | 8   | 15 | 17 | −2  | 12  |
| IJsland       | 12  | 2   | 2   | 8   | 10 | 27 | −17 | 8   |
| Liechtenstein | 12  | 2   | 1   | 9   | 9  | 32 | −23 | 7   |

| Land       | Wed | Win | Gel | Ver | DV | DT | +/− | Pnt |
| ---------- | --- | --- | --- | --- | -- | -- | --- | --- |
| Kroatië    | 3   | 3   | 0   | 0   | 4  | 1  | +3  | 9   |
| Duitsland  | 3   | 2   | 0   | 1   | 4  | 2  | +2  | 6   |
| Oostenrijk | 3   | 0   | 1   | 2   | 1  | 3  | -2  | 1   |
| Polen      | 3   | 0   | 1   | 2   | 1  | 4  | -3  | 1   |

| Land        | Wed | Win | Gel | Ver | DV | DT | +/− | Pnt |
| ----------- | --- | --- | --- | --- | -- | -- | --- | --- |
| Spanje      | 3   | 3   | 0   | 0   | 8  | 3  | +5  | 9   |
| Rusland     | 3   | 2   | 0   | 1   | 4  | 4  | 0   | 6   |
| Zweden      | 3   | 1   | 0   | 2   | 3  | 4  | -1  | 3   |
| Griekenland | 3   | 0   | 0   | 3   | 1  | 5  | -4  | 0   |

## Verslag
Duitsland kwam in het begin van de wedstrijd dreigend over zonder tot grote kansen te komen. Daarna nam Spanje het initiatief in de eerste helft over, de Duitse doelman Jens Lehmann moest een inzet van zijn eigen verdediger Christoph Metzelder keren en Fernando Torres schoot op de paal. In de 33e minuut overtroef dezelfde Torres Philipp Lahm in een rechtstreeks duel en schoot Spanje op voorsprong. Spanje weigerde in het verloop van de eerste helft door te drukken, Duitsland kon geen vuist maken, de uitblinkers van de vorige wedstrijden Michael Ballack en Bastian Schweinsteiger konden hun stempel op de wedstrijd niet drukken. Nadat Spanje in het begin van de tweede helft kansen bleef missen om de voorsprong te vergroten kwam Duitsland beter in zijn spel, beste kans was een schietkans van Ballack. Spanje hield stand, kreeg via Marcos Senna nog een grote kans en het slotoffensief van de Duitsers was te weinig krachtig om de Spanjaarden te verontrusten. Het was een mooi afscheid van de bejaarde coach Luis Aragonés, die na aanvankelijk veel kritiek de grondlegger werd gezien van het befaamde Spaanse elftal.

## Wedstrijdgegevens
|                                       |           |            |        |                                                                                          |
| 29 juni 2008 «onderlinge duels» 20:45 | Duitsland | 0 – 1      | Spanje | Ernst Happelstadion, Wenen Toeschouwers: 51.428 Scheidsrechter: Roberto Rosetti (Italië) |
| 29 juni 2008 «onderlinge duels» 20:45 |           | 33' Torres |        | Ernst Happelstadion, Wenen Toeschouwers: 51.428 Scheidsrechter: Roberto Rosetti (Italië) |

| Duitsland | Spanje |

| Duitsland:     |    |                        |         |
|                |    |                        |         |
| GK             | 1  | Jens Lehmann           |         |
| RB             | 3  | Arne Friedrich         |         |
| CB             | 17 | Per Mertesacker        |         |
| CB             | 21 | Christoph Metzelder    |         |
| LB             | 16 | Philipp Lahm           | 46'     |
| CM             | 8  | Torsten Frings         |         |
| CM             | 15 | Thomas Hitzlsperger    | 58'     |
| AM             | 13 | Michael Ballack        | 43'     |
| RW             | 7  | Bastian Schweinsteiger |         |
| CF             | 11 | Miroslav Klose         | 79'     |
| LW             | 20 | Lukas Podolski         |         |
| Wisselspelers: |    |                        |         |
| DF             | 2  | Marcell Jansen         | 46'     |
| FW             | 22 | Kevin Kurányi          | 58' 88' |
| FW             | 9  | Mario Gómez            | 79'     |
| Coach:         |    |                        |         |
| Joachim Löw    |    |                        |         |

| Spanje:        |    |                 |     |     |
|                |    |                 |     |     |
| GK             | 1  | Iker Casillas   | 43' |     |
| RB             | 15 | Sergio Ramos    |     |     |
| CB             | 4  | Carlos Marchena |     |     |
| CB             | 5  | Carles Puyol    |     |     |
| LB             | 11 | Joan Capdevila  |     |     |
| DM             | 19 | Marcos Senna    |     |     |
| RM             | 6  | Andrés Iniesta  |     |     |
| CM             | 8  | Xavi Hernández  |     |     |
| CM             | 10 | Cesc Fàbregas   | 63' |     |
| LM             | 21 | David Silva     | 66' |     |
| CF             | 9  | Fernando Torres | 74' | 78' |
| Wisselspelers: |    |                 |     |     |
| MF             | 14 | Xabi Alonso     | 63' |     |
| MF             | 12 | Santi Cazorla   | 66' |     |
| FW             | 17 | Dani Güiza      | 78' |     |
| Coach:         |    |                 |     |     |
| Luis Aragonés  |    |                 |     |     |

Man van de wedstrijd:

 Fernando Torres

Scheidsrechter:

 Roberto Rosetti

Assistenten:

 Alessandro Griselli

 Paolo Calcagno

Vierde man:

 Peter Fröjdfeldt

## Statistieken

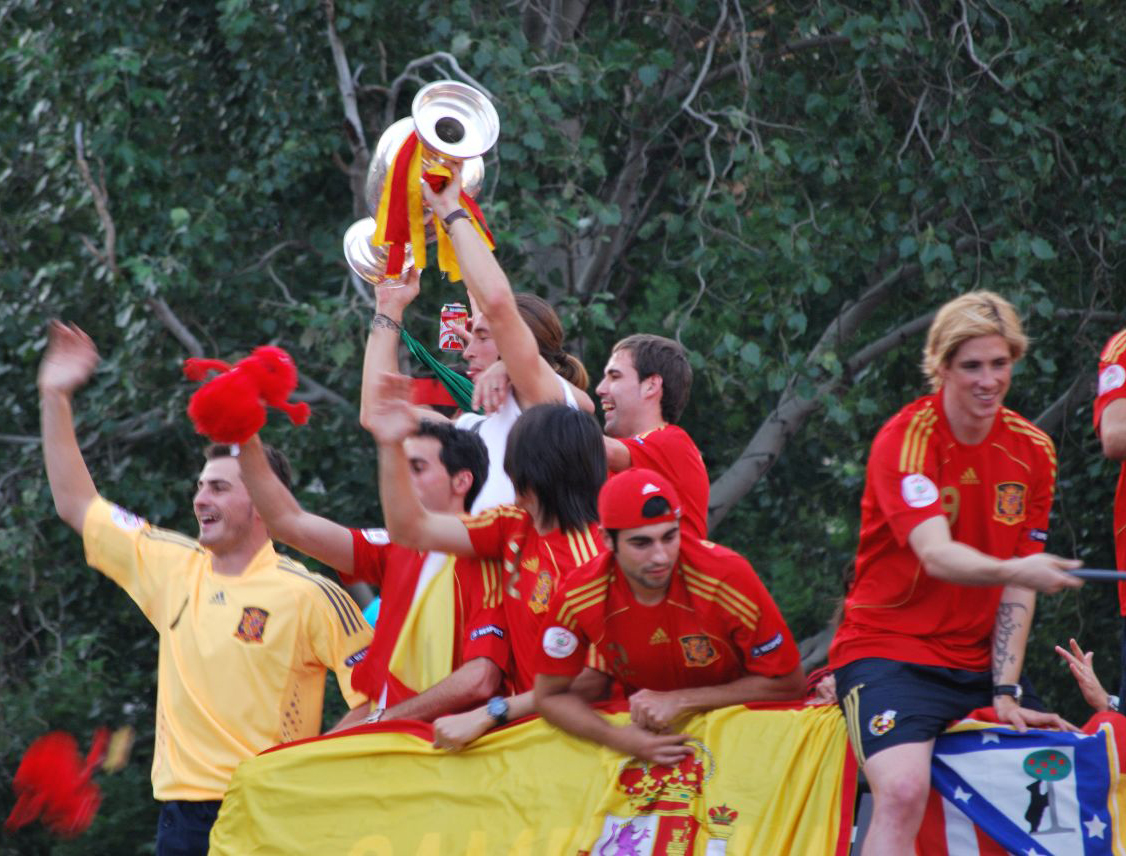
De Spaanse selectie viert de eindzege.

|                    | Duitsland | Spanje |
| ------------------ | --------- | ------ |
| Doelpunten         | 0         | 1      |
| Gele kaarten       | 2         | 2      |
| Rode kaarten       | 0         | 0      |
| Wissels            | 3         | 3      |
| Schoten op doel    | 3         | 6      |
| Schoten naast doel | 1         | 6      |
| Overtredingen      | 21        | 19     |
| Hoekschoppen       | 4         | 7      |
| Buitenspel         | 5         | 4      |
| Vrije trappen      | 23        | 26     |
| Strafschoppen      | 0         | 0      |
| Balbezit (tijd)    | 27' 56    | 25' 50 |
| Reddingen keeper   | 5         | 1      |
| Balbezit (%)       | 51%       | 49%    |

DFB · A-internationals · Bondscoaches · Duits vrouwenelftal · Olympisch elftal · Duitsland U21 · Duitsland U20 · Duitsland U19 · Duitsland U18 · Duitsland U17 · Duitsland U16 · Vrouwen U17
1905 – 1919 · 
1920 – 1929 · 
1930 – 1939 · 
1940 – 1949 · 
1950 – 1959 · 
1960 – 1969 · 
1970 – 1979 · 
1980 – 1989 · 
1990 – 1999 · 
2000 – 2009 · 
2010 – 2019 · 
2020 – 2029
EK's: 1972 · 
1976 · 
1980 · 
1984 · 
1988 · 
1992 · 
1996 · 
2000 · 
2004 · 
2008 · 
2012 · 
2016 · 
2020 · 
2024
CC: 1999 · 
2005 · 
2017
WK's: 1934 ·
1938 · 
1954 · 
1958 · 
1962 · 
1966 · 
1970 · 
1974 · 
1978 · 
1982 · 
1986 · 
1990 · 
1994 · 
1998 · 
2002 · 
2006 · 
2010 · 
2014 · 
2018 · 
2022
OS: 1912 ·
1928 ·
1936 ·
2016 ·
2020
Albanië ·
Algerije ·
Argentinië ·
Armenië ·
Australië ·
Azerbeidzjan ·
België ·
Bohemen en Moravië ·
Bolivia ·
Bosnië en Herzegovina ·
Brazilië ·
Bulgarije ·
Canada ·
Chili ·
China ·
Colombia ·
Costa Rica ·
Cyprus ·
DDR ·
Denemarken ·
Ecuador ·
Egypte ·
Engeland ·
Estland ·
Faeröer ·
Finland ·
Frankrijk ·
Georgië ·
Ghana ·
Gibraltar ·
GOS ·
Griekenland ·
Hongarije ·
Ierland ·
IJsland ·
Iran ·
Israël ·
Italië ·
Ivoorkust ·
Japan ·
Joegoslavië ·
Kameroen ·
Kazachstan ·
Koeweit ·
Kroatië ·
Letland ·
Liechtenstein ·
Litouwen ·
Luxemburg ·
Malta ·
Marokko ·
Mexico ·
Moldavië ·
Nederland ·
Nieuw-Zeeland ·
Nigeria ·
Noord-Ierland ·
Noord-Macedonië ·
Noorwegen ·
Oekraïne ·
Oman ·
Oostenrijk ·
Paraguay ·
Peru ·
Polen ·
Portugal ·
Roemenië ·
Rusland ·
Saarland ·
San Marino ·
Saoedi-Arabië ·
Schotland ·
Servië ·
Servië en Montenegro · 
Slovenië ·
Slowakije ·
Sovjet-Unie ·
Spanje ·
Thailand ·
Tsjechië ·
Tsjecho-Slowakije ·
Tunesië ·
Turkije ·
Uruguay ·
Verenigde Arabische Emiraten ·
Verenigde Staten ·
Wales ·
Wit-Rusland ·
Zuid-Afrika ·
Zuid-Korea ·
Zweden ·
Zwitserland
Algerije (1982) · 
Algerije (2014) · 
Argentinië (1986) ·
Argentinië (1990) ·
Argentinië (2006) ·
Argentinië (2014) · 
Australië (2010) ·
België (1980) · 
Brazilië (2002) ·
Brazilië (2014) · 
Chili (1982) ·
Costa Rica (2006) ·
Denemarken (1992) ·
Denemarken (2012) · 
Ecuador (2006) ·
Engeland (1966) ·
Engeland (1982) ·
Engeland (2010) ·
Engeland (2021) ·
Frankrijk (2014) · 
Frankrijk (2021) · 
Ghana (2014) ·
Griekenland (2012) · 
Hongarije (1954, 2) ·
Hongarije (2021) ·
Italië (1982) ·
Italië (2006) ·
Italië (2012) · 
Japan (2022) · 
Kroatië (2008) ·
Mexico (2018) ·
Nederland (1974) ·
Nederland (2012) ·
Oekraïne (2016) ·
Oostenrijk (1982) ·
Oostenrijk (2008) ·
Polen (2006) ·
Polen (2008) ·
Polen (2016) ·
Portugal (2006) ·
Portugal (2008) ·
Portugal (2012) ·
Portugal (2014) ·
Portugal (2021) ·
Servië (2010) ·
Sovjet-Unie (1972) · 
Spanje (1982) ·
Spanje (2008) ·
Spanje (2022) ·
Tsjechië (1996, 2) · 
Tsjecho-Slowakije (1976) ·
Turkije (2008) ·
Verenigde Staten (2014) ·
Zuid-Korea (2018) ·
Zweden (2006)
RFEF · A-internationals · Selecties · Bondscoaches · Spaans vrouwenelftal · Olympisch elftal · Spanje U21 · Spanje U20 · Spanje U19 · Spanje U18 · Spanje U17 · Spanje U16 · Vrouwen U17
1920 – 1929 ·
1930 – 1939 ·
1940 – 1949 ·
1950 – 1959 ·
1960 – 1969 ·
1970 – 1979 ·
1980 – 1989 ·
1990 – 1999 ·
2000 – 2009 ·
2010 – 2019 ·
2020 − 2029
EK's: 1964 · 
1980 · 
1984 · 
1988 · 
1996 · 
2000 · 
2004 · 
2008 · 
2012 · 
2016 · 
2020 · 
2024
WK's: 1934 · 
1950 · 
1962 · 
1966 · 
1978 · 
1982 · 
1986 · 
1990 · 
1994 · 
1998 · 
2002 · 
2006 · 
2010 · 
2014 · 
2018 · 
2022
OS: 1920 ·
1924 · 
1928 · 
1968 · 
1976 · 
1980 · 
1992 · 
1996 · 
2000 · 
2012 ·
2020
1920 · 
1921 · 
1922 · 
1923 · 
1924 · 
1925 · 
1926 · 
1927 · 
1928 · 
1929 · 
1930 · 
1931 · 
1932 · 
1933 · 
1934 · 
1935 · 
1936 · 
1937 · 1939 · 1940 · 
1941 · 
1942 · 
1943 · 1944 · 
1945 · 
1946 · 
1947 · 
1948 · 
1949 · 
1950 · 
1952 · 
1952 · 
1953 · 
1954 · 
1955 · 
1956 · 
1957 · 
1958 · 
1959 · 
1960 · 
1961 · 
1962 · 
1963 · 
1964 · 
1965 · 
1966 · 
1967 · 
1968 · 
1969 · 
1970 · 
1971 · 
1972 · 
1973 · 
1974 · 
1975 · 
1976 · 
1977 · 
1978 · 
1979 · 
1980 · 
1981 · 
1982 · 
1983 · 
1984 · 
1985 · 
1986 · 
1987 · 
1988 · 
1989 · 
1990 · 
1991 · 
1992 · 
1993 · 
1994 · 
1995 · 
1996 · 
1997 · 
1998 · 
1999 · 
2000 · 
2001 · 
2002 · 
2003 · 
2004 · 
2005 · 
2006 · 
2007 · 
2008 · 
2009 · 
2010 · 
2011 · 
2012 · 
2013 ·
2014 ·
2015 ·
2016 ·
2017 ·
2018 ·
2019 ·
2020 ·
2021 ·
2022
Albanië ·
Algerije ·
Andorra ·
Argentinië ·
Armenië ·
Australië ·
Azerbeidzjan ·
België ·
Bolivia ·
Bosnië en Herzegovina ·
Brazilië ·
Bulgarije ·
Canada ·
Chili ·
China ·
Colombia ·
Costa Rica ·
Cyprus ·
DDR ·
Denemarken ·
Duitsland ·
Ecuador ·
Egypte ·
El Salvador ·
Engeland ·
Estland ·
Equatoriaal-Guinea · 
Faeröer ·
Finland ·
Frankrijk ·
GOS ·
Georgië ·
Griekenland ·
Haïti ·
Honduras ·
Hongarije ·
Ierland ·
IJsland ·
Irak ·
Iran ·
Israël ·
Italië ·
Ivoorkust ·
Japan ·
Joegoslavië ·
Jordanië ·
Kosovo ·
Kroatië ·
Letland ·
Liechtenstein ·
Litouwen ·
Luxemburg ·
Malta ·
Marokko ·
Mexico ·
Nederland ·
Nieuw-Zeeland ·
Nigeria ·
Noord-Ierland ·
Noord-Macedonië ·
Noorwegen ·
Oekraïne ·
Oostenrijk ·
Panama ·
Paraguay ·
Peru ·
Polen ·
Portugal ·
Puerto Rico ·
Roemenië ·
Rusland ·
San Marino ·
Saoedi-Arabië ·
Schotland ·
Servië ·
Servië en Montenegro ·
Slovenië ·
Slowakije ·
Sovjet-Unie ·
Tahiti ·
Tsjechië ·
Tsjecho-Slowakije ·
Tunesië ·
Turkije ·
Uruguay ·
Venezuela ·
Verenigde Staten ·
Wales ·
Wit-Rusland ·
Zuid-Afrika ·
Zuid-Korea ·
Zweden ·
Zwitserland
Australië (2014) ·
Brazilië (2013) ·
Chili (2010) ·
Chili (2014) ·
Costa Rica (2022) ·
Duitsland (2008) ·
Duitsland (2022) ·
Engeland (1982) ·
Engeland (2024) ·
Frankrijk (1984) ·
Frankrijk (2006) ·
Frankrijk (2012) ·
Frankrijk (2021) ·
Griekenland (2008) ·
Honduras (2010) ·
Ierland (2012) ·
Iran (2018) ·
Italië (2008) ·
Italië (2012, 1) ·
Italië (2012, 2) ·
Italië (2016) ·
Italië (2021) ·
Japan (2022) ·
Kroatië (2012) ·
Kroatië (2021) ·
Marokko (2018) ·
Marokko (2022) ·
Nederland (2010) ·
Nederland (2014) ·
Oekraïne (2006) ·
Paraguay (2002) ·
Polen (2021) ·
Portugal (2012) ·
Portugal (2018) ·
Rusland (2008, 1) ·
Rusland (2008, 2) ·
Rusland (2018) ·
Saoedi-Arabië (2006) ·
Slovenië (2002) ·
Slowakije (2021) ·
Sovjet-Unie (1964) ·
Tsjechië (2016) ·
Tunesië (2006) ·
Turkije (2016) ·
West-Duitsland (1982) ·
Zuid-Afrika (2002) ·
Zweden (2008) ·
Zweden (2021) ·
Zwitserland (2010) ·
Zwitserland (2021)